# Пономарёв, Сергей Станиславович
Сергей Станиславович Пономарёв (род. 15 января 1970, Бендеры) — советский и российский футболист, выступавший на позиции вратаря. Сыграл 39 матчей в высшей лиге Белоруссии. Работает тренером во «Вратарской футбольной школе» на базе МБУ «СШ № 12» города Липецка.

## Биография
Сергей Станиславович Пономарёв родился 15 января 1970 года в городе Бендеры Молдавской ССР, ныне город — административный центр муниципия Бендер Республики Молдова, но контролируется Приднестровской Молдавской Республикой.
Воспитанник спортинтерната РОШИСП-10, город Ростов-на-Дону. На взрослом уровне начал выступать в 17-летнем возрасте в составе иркутской «Звезды» во второй лиге СССР. В дальнейшем выступал за липецкий «Металлург» и «КАМАЗ», также во второй лиге. С 1992 года потерял место в основе «КАМАЗа», но остался в Челнах и играл за «КамАЗавтоцентр» и «КАМАЗ»-д.
В сезоне 1994/95 уехал в Белоруссию и стал выступать в высшей лиге за «Молодечно». В первых сезонах был основным вратарём команды, но уже с 1996 года стал играть намного реже, а в 1998 году был отдан в аренду в фарм-клуб «Забудова» (Чисть), игравший во второй лиге. Всего в высшей лиге Белоруссии сыграл 39 матчей.
После возвращения в Россию играл во втором дивизионе за новокузнецкий «Металлург», дзержинский «Химик», нижегородский «Локомотив» и «Сибиряк» из Братска. В конце карьеры сыграл один кубковый матч за «Тобол» из Кургана. Завершил профессиональную карьеру в возрасте 35 лет.
Был учредителем ООО «Золотой талисман» (зарегистрировано 6 июня 2005 года, ликвидировано 14 августа 2012 года), ООО "Ювелирная торговая компания «Золотой талисман» (зарегистрировано 26 декабря 2007 года, ликвидировано 24 августа 2012 года) и ООО «Ломбард-подкова 16» (зарегистрировано 8 мая 2009 года, ликвидировано 12 декабря 2016 года). Был учредителем и генеральным директором ООО «Талисман плюс» (зарегистрировано 15 августа 2007 года, был учредителем до 20 декабря 2018 года, ликвидировано 19 августа 2020 года). Директор и бывший учредитель ООО "Ювелирный дом «Золотой талисман» (зарегистрировано 26 декабря 2013 года, был учредителем до 20 декабря 2018 года).
В 2009 году выступал в чемпионате области за липецкий «Меркурий». Играл в соревнованиях ветеранов за липецкий «Атлант».
С 1 декабря 2018 года работает тренером во Вратарской футбольной школе, созданной на базе Муниципального бюджетного учреждения «Спортивная школа № 12» города Липецка.